# Last Night (groupe)
 (octobre 2019).
Si vous disposez d'ouvrages ou d'articles de référence ou si vous connaissez des sites web de qualité traitant du thème abordé ici, merci de compléter l'article en donnant les références utiles à sa vérifiabilité et en les liant à la section « Notes et références ».
Pour les articles homonymes, voir Last Night.
Last Night est un groupe de Punk rock français originaire de Paris, crée en 2012 par Pat Dambrine, Yves Carlier et Vincent C. à la suite de la séparation de leurs précédents groupes (Fix It, les Cavaliers, Jet Sex...). Du punk 77 à tendance garage[Quoi ?] du début, Last Night s'est au fil du temps dirigé vers des sonorités plus noise, post-punk, ou encore même post-hardcore.
La formation partage des membres avec d'autres groupes tels que Frustration, Master, Master Wait, Bain de Sang, Jetsex ou M-Sixteen.

## Histoire
Entre sa création et 2015 le groupe enregistre un 45 T et quelques titres, ils tournent également avec La Flingue, Master Master Wait, The Suppressives, Mary Bellen France, Belgique, Allemagne ainsi qu'en Espagne. En dehors du 45T va sortir une cassette (2013) et un premier LP (2014) chez Le Turc Mécanique.
En 2016 le groupe travaille sur des nouveau morceaux qui se matérialiserons en l'album Friendly Fires, enregistré au studio One Two pass it, et sorti en janvier 2017, le second album de Last Night est apprécié par la critique, « Habile mélange de punk 80s, de hardcore, de garage sombre et de post-punk à la Devo, la musique du groupe parisien met la raclée à bien des groupes de jouvenceaux destroys en quête de sensations fortes ».
« Un line-up riche en fruits, regroupant des membres de Frustration, Master Master Wait et Bain de Sang, un punk rock sec, brutal et véloce, souligné par des synthés mongoloïdes, des guests de haut luxe (Fabrice Gilbert de Frustration, Lio du Prince Harry) et surtout, Surtout, 10 tubes immédiats, insensés, incandescents, qui en font sans même forcer une des plus belles mandales de ce début d'année »
Le groupe tourne ensuite en France, et s'illustre lors de festivals tels que le punk à Paris, le festival Visions ou encore la Ferme électrique.
Last Night rentre ensuite dans une phase d'écriture et de démo avant d'enregistrer lui-même son nouvel album prévu pour fin 2019. Pendant ce temps le groupe se produit très peu, quelques concerts à Paris dont à La Maroquinerie avec Guitar Wolf dans le cadre d'une soirée Gonzai, ou au festival du Rockerill en Belgique.
Le groupe sort son troisième album, Negative 384 400  fin de 2020 sur son propre label Viro major records. Ainsi qu'un split avec le groupe bordelais Jc Satàn la même année 
Un nouvel EP pour la première fois en Français sort en 2021 sous le nom de Dernière Nuit.

## Membres
Membres actuels
- Pat Dambrine - Guitare, chant lead (depuis 2012)
- Yves Carlier - Basse, chant (depuis 2012)
- Jonathan Lieffroy - Guitare, chant (depuis 2016)
- Jérôme Treuvelot - Batterie, chant (depuis 2015)

Anciens membres
- Pierre J. - Guitare, chant (2015-2018)
- Vincent D. - Batterie, chant (2012-2015)

## Discographie[14]
- 2013 : Self Titled - 7 inch (autoproduction)
- 2013 : Secret tape - cassette (le turc mécanique)
- 2014 : Self Titled - LP (le turc mécanique)
- 2017 : Friendly fire - LP (le turc mécanique)
- 2020 : Negative 384 400 - LP (Viro Major records)
- 2020 : Monked - Split Ep avec JC Satàn (Viro Major records)